# Brwinów
Brwinów (wymowaⓘ) – miasto w Polsce, w województwie mazowieckim, w powiecie pruszkowskim, siedziba gminy miejsko-wiejskiej Brwinów, 25 km od centrum Warszawy. Miasto wchodzi w skład aglomeracji warszawskiej.
Według danych zebranych przez przedstawicieli Głównego Urzędu Statystycznego z 31 grudnia 2019 r. miasto liczyło 13 698 mieszkańców.
Lokalny ośrodek usługowy; drobny przemysł m.in. meblarski. Wydział Zootechniki Szkoły Głównej Gospodarstwa Wiejskiego w Warszawie – w 2002 roku przeniesiony do Warszawy, zlikwidowany Zespół Szkół Agroekonomicznych.
Brwinów bierze udział w corocznym Festiwalu Otwartych Ogrodów. Razem z Podkową Leśną oraz Milanówkiem miasto jest częścią Trójmiasta Ogrodów.

## Położenie
Do 1954 siedziba gminy Helenów, a w latach 1927–1949 także gminy Letnisko-Brwinów. W latach 1975–1998 miasto administracyjnie należało do woj. warszawskiego. Brwinów znajduje się w obrębie Równiny Łowicko-Błońskiej na Nizinie środkowomazowieckiej.Brwinów leży na wysokości od 89 m n.p.m do 101 m n.p.m

## Historia
Na terenach obecnego Brwinowa osadnictwo ludzkie istniało już ok. 8000 lat p.n.e. Natrafiono tutaj na ślady jednego z największych w ówczesnej Europie ośrodków hutnictwa opartego na znacznych zasobach rudy darniowej.
Nazwa Brwinów znana jest od XV w. W 1406 roku występuje jako Brwinowo, w 1429 – jako Brwynowo. Według historyków u jej podstaw leży staropolskie birzwo – belka, tram, drzewo, gwarowe: berwina, kładka. Według etymologii opartej na miejscowej tradycji źródłosłów ten miałby się wywodzić od określenia „borowy nów”. Wspomniany rok 1406 to najdawniejsza znana data z dziejów Brwinowa. W akcie erekcyjnym ogłoszonym w tym właśnie roku biskup poznański wymienia między innymi wieś Brwinowo.

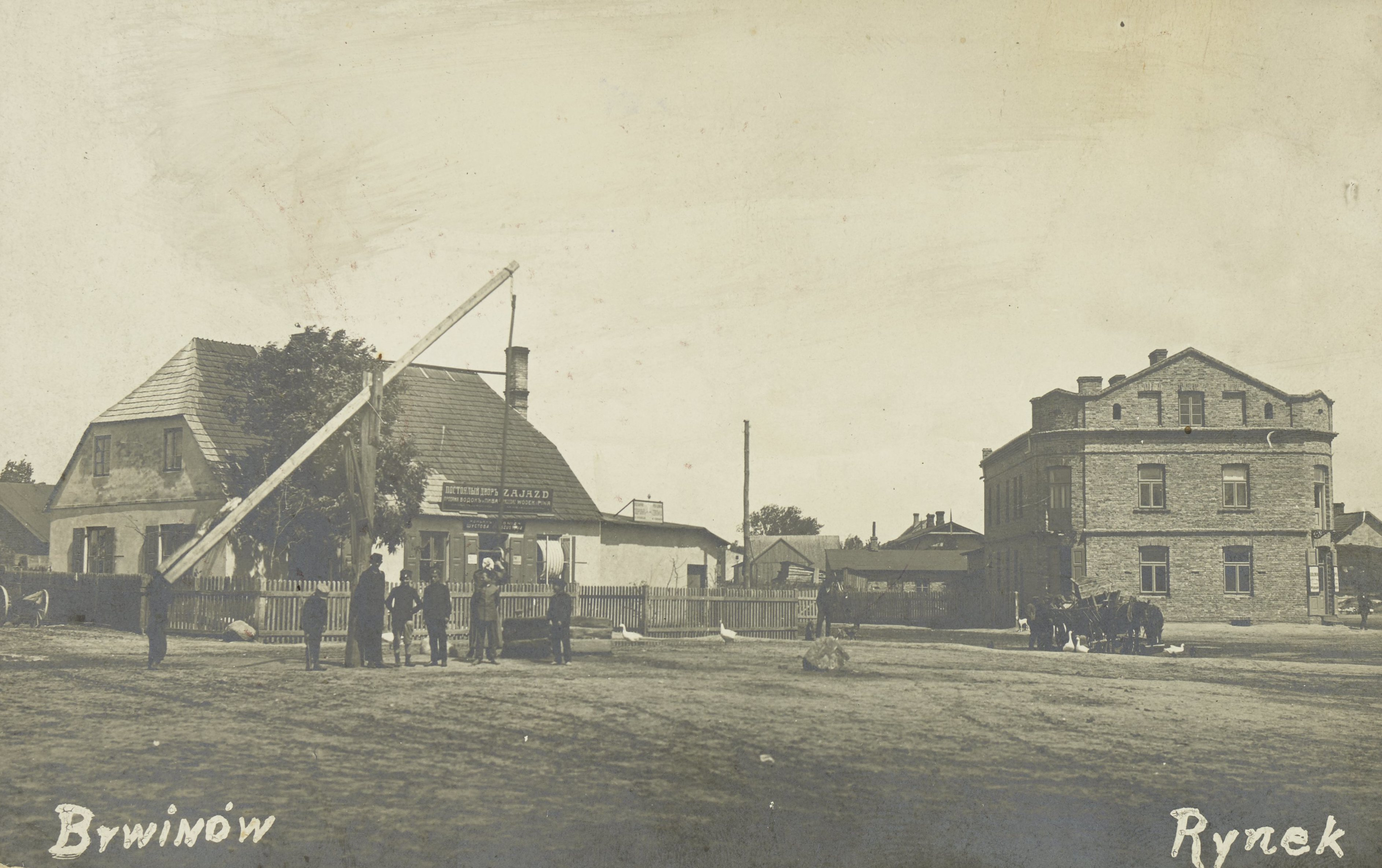
Rynek w Brwinowie przed 1906

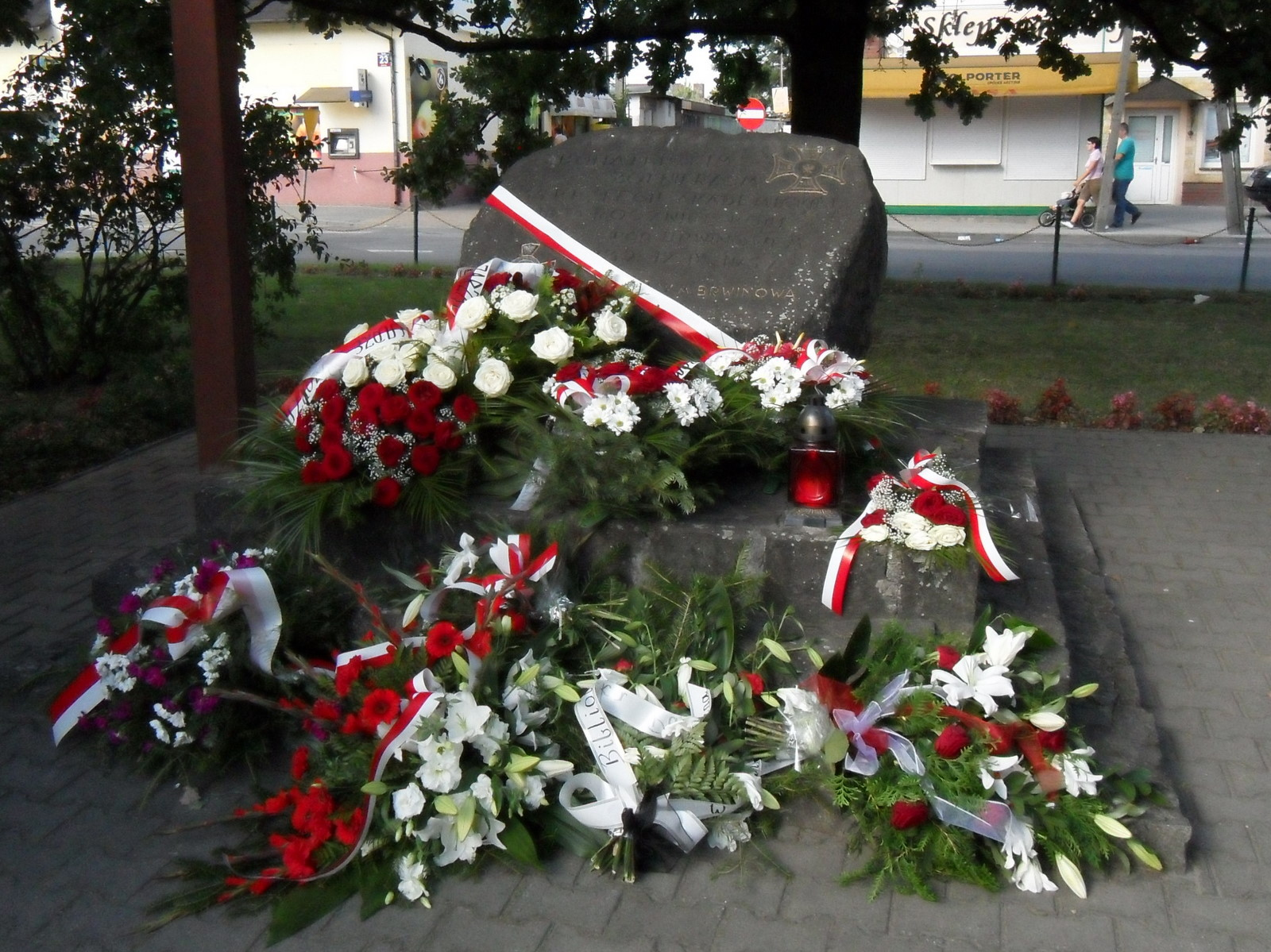
Pomnik na rynku upamiętniający bitwę pod Brwinowem

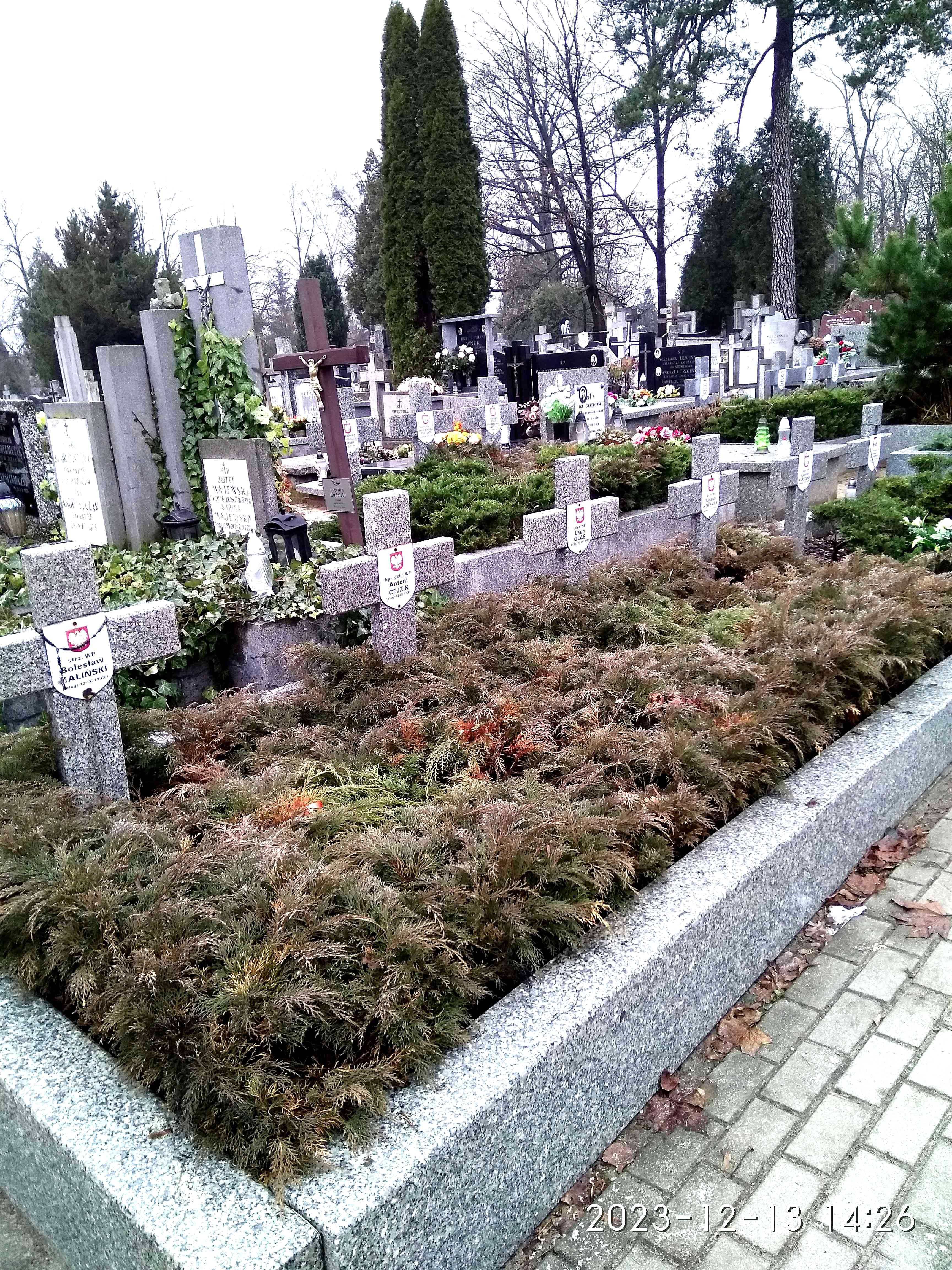
Kwatera żołnierzy Legii Akademickiej poległych w Bitwie pod Brwinowem w 1939 - cmentarz w Brwinowie, fragment, zdjęcie z 14 grudnia 2023

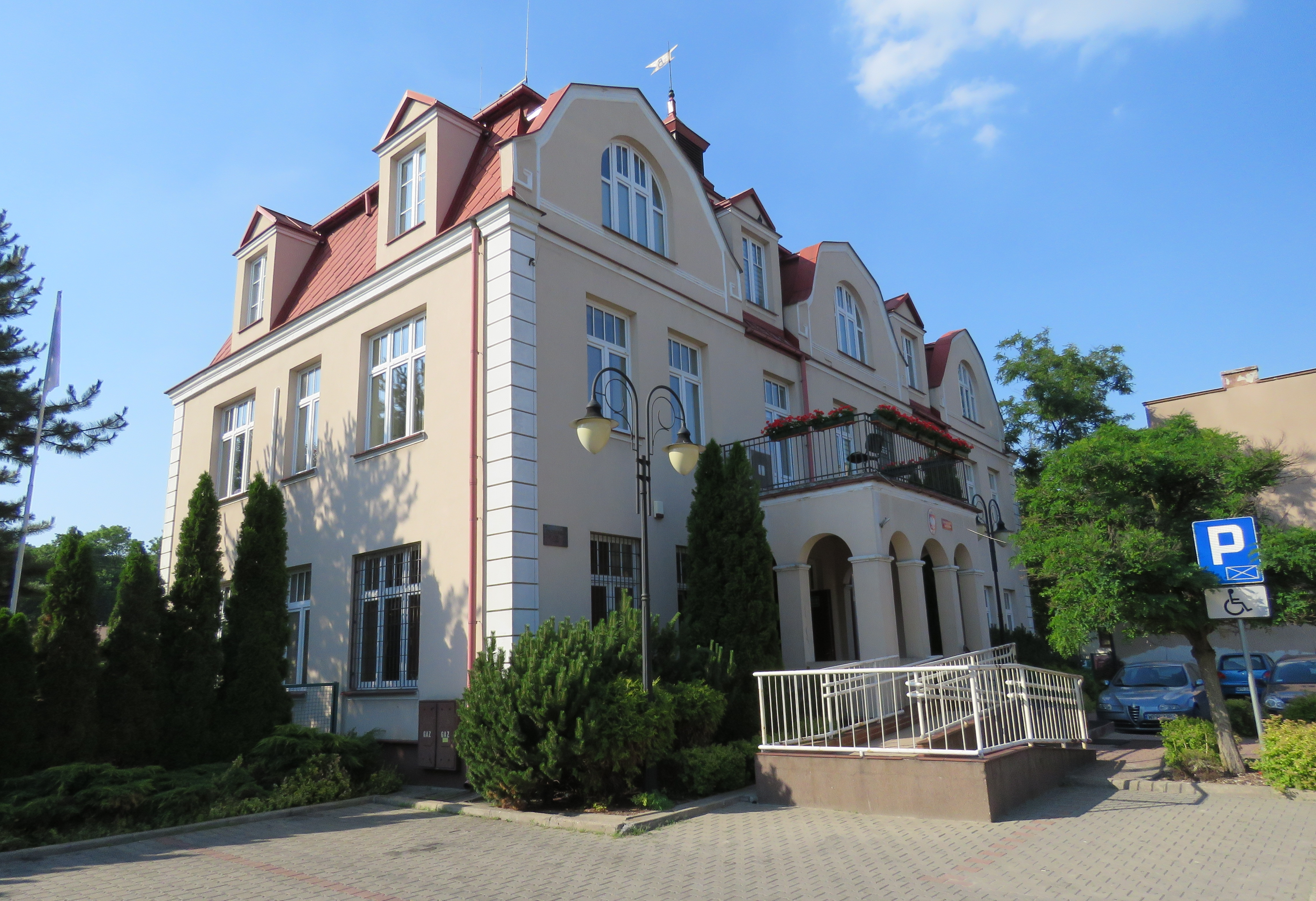
Ratusz gminy Brwinów

W 1476 Stanisław, Mikołaj, Jan i Jakób, synowie Gerolda z Czarnowa w ziemi sochaczewskiej herbu Łada przyznali Łazarzowi z Brwinowa 100 kop groszy.
W drugiej połowie XVI wieku Brwinowo było wsią szlachecką, położoną w powiecie błońskim ziemi warszawskiej województwa mazowieckiego.
W XVIII i XIX w. krzyżowały się tutaj dwa szlaki: tzw. droga królewska prowadząca z Warszawy do Piotrkowa Trybunalskiego, miejsca sejmików szlacheckich oraz lokalny trakt ze stolicy do Grodziska.
14 czerwca 1845 przez Brwinów przejechał pierwszy pociąg Kolei Warszawsko-Wiedeńskiej. Rozwój kolei stał się punktem zwrotnym w historii Brwinowa zarówno pod względem gospodarczym, jak i społecznym. W latach poprzedzających wybuch I wojny światowej Brwinów liczył już ponad 2 tys. mieszkańców.
W 1927 Brwinów otrzymał status letniska. Powołany został lokalny samorząd i wybrany wójt. W 1929 Brwinów gościł prezydenta Rzeczypospolitej Ignacego Mościckiego. Miejscowość rozwijała się, powstawały wille i pałacyki. Osiedlili się tutaj m.in. Jarosław Iwaszkiewicz, Zygmunt Bartkiewicz i Stefan Kiedrzyński.
W Brwinowie w okresie międzywojennym mieszkała duża społeczność żydowska – kilkadziesiąt rodzin zajmowało się handlem, prowadziło jatki, istniała także inteligencja żydowska; w Brwinowie funkcjonowała prywatna bóżnica. Nieliczne osoby przeżyły prześladowania Holokaustu.
We wrześniu 1939 roku rozegrała się pod Brwinowem bitwa 36 pułku piechoty Legii Akademickiej z wojskami niemieckimi, która opóźniła marsz hitlerowców na Warszawę.
13 września 1939 żandarmeria niemiecka rozstrzelała pięciu rolników z okolicznych wsi.
Przed ofensywą styczniową Armii Czerwonej która ruszyła 12 stycznia 1945, w Brwinowie stacjonował sztab niemieckiego XXXXVI Korpusu Pancernego. Panowanie reżimu III Rzeszy w miejscowości i okolicy zakończyły 18 stycznia 1945 wojska 89 Korpusu Strzeleckiego Armii Czerwonej.
Prawa miejskie Brwinów uzyskał w 1950 roku.
1 stycznia 2021 Brwinów powiększył się o część terenów należących do sołectw Biskupice, Koszajec, Moszna i Parzniew, położonych między linią kolejową i autostradą A2.

## Demografia
- Piramida wieku mieszkańców Brwinowa w 2014 roku[14]

## Polityka
Burmistrzowie:
- 1990–1998 – Jan Witkowski
- 1998–2002 – Maciej Nowicki
- 2002–2010 – Andrzej Guzik
- od 2010 – Arkadiusz Kosiński[15]

## Transport
Przez miasto przebiegają linie kolejowe nr 1 Warszawa – Katowice i nr 447 Warszawa – Grodzisk Mazowiecki, a także drogi wojewódzkie: nr 720 (Błonie – Nadarzyn), nr 719 (Warszawa – Żyrardów) i autostrada A2.Możliwe jest też powstanie obok Brwinowa drogi wojewódzkiej tzw. ,,Paszkowianki’’, która łączyła by drogę ekspresową S8 z „autostradą wolności” A2 i z drogą krajową 7, jednak mieszkańcy protestują.

## Zabytki

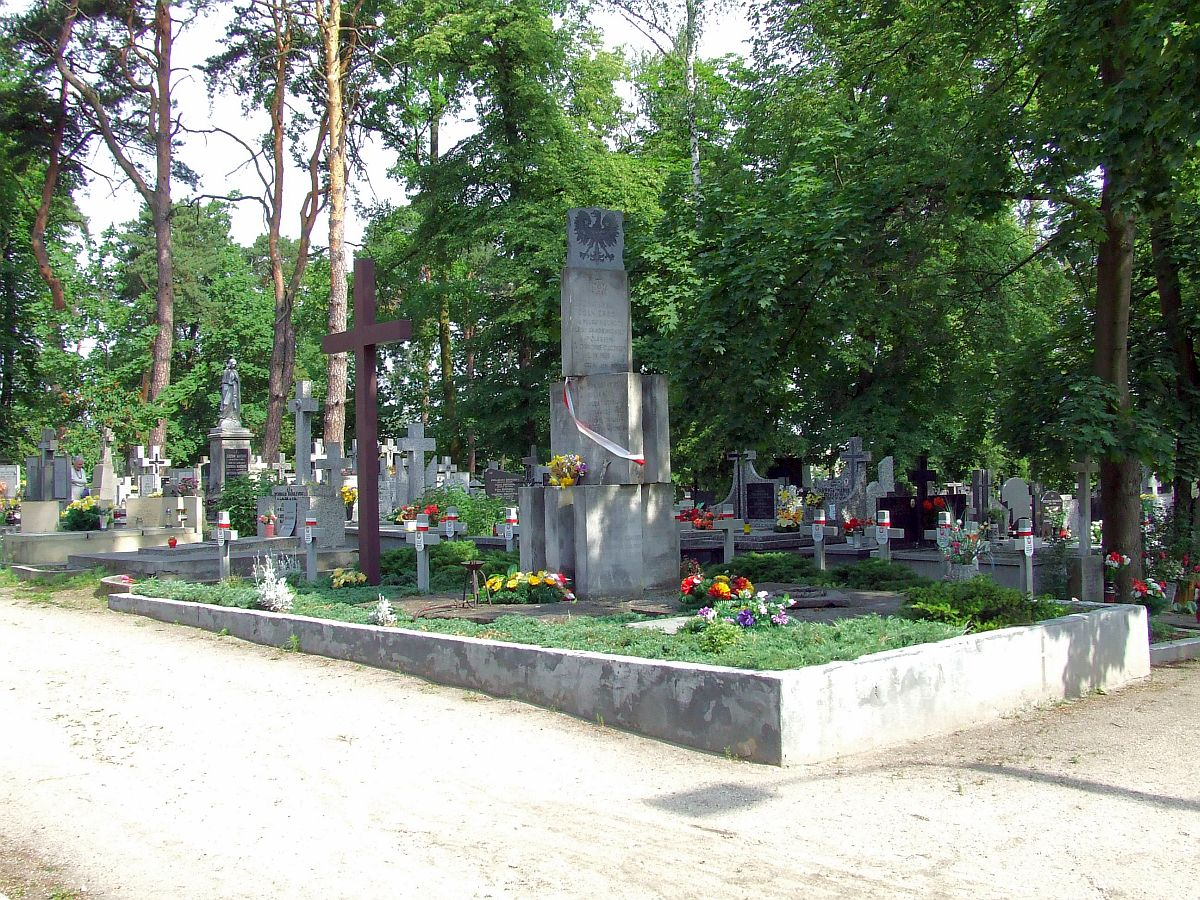
Kwatera żołnierzy września 1939 na cmentarzu

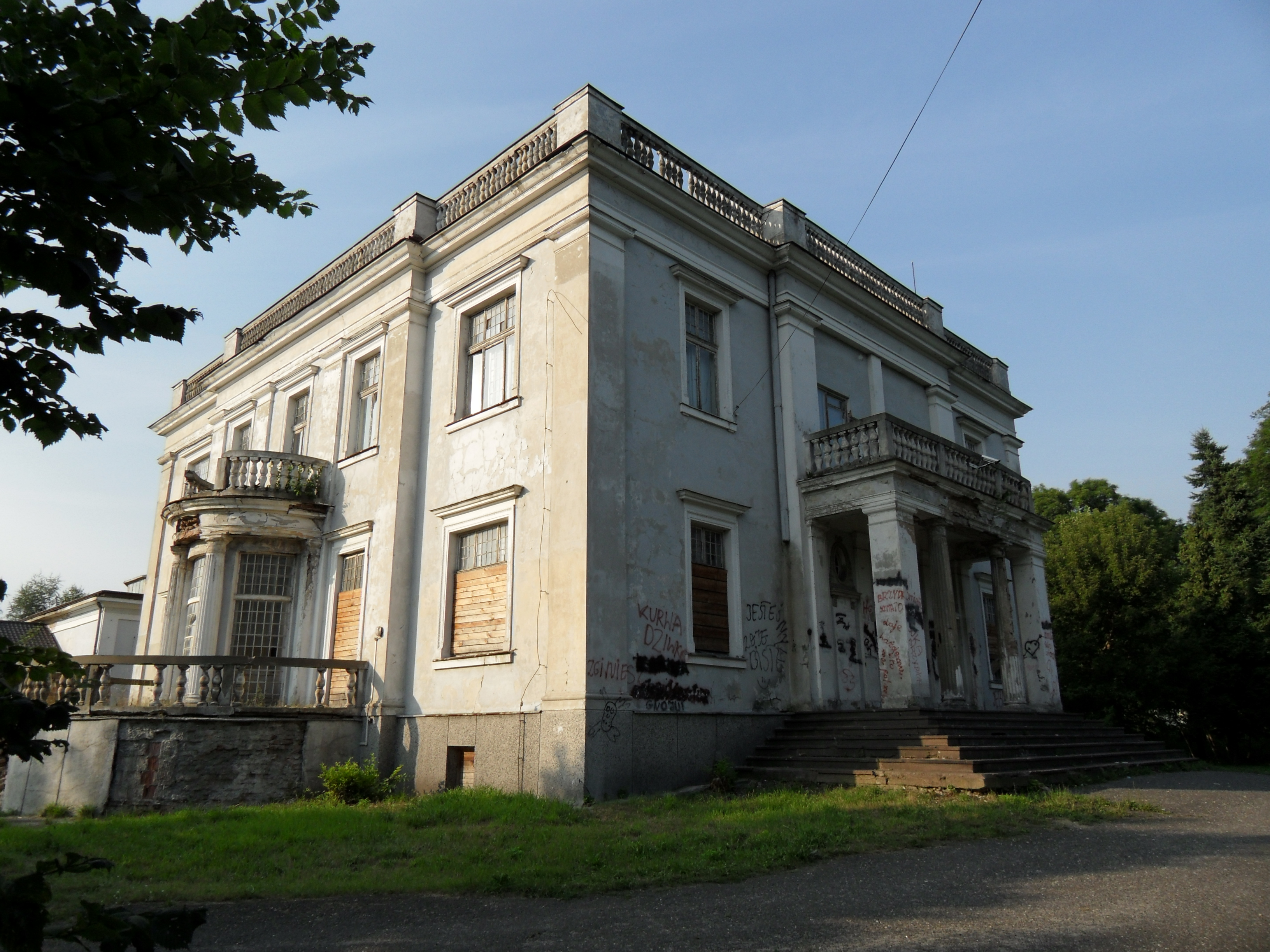
Pałac Wierusz-Kowalskich

Cechą charakterystyczną miasta Brwinowa jest zabudowa willowa i pałacowa pochodząca z przełomu XIX i XX w., oraz XX-lecia międzywojennego.
Niektóre z zabytków to:
- Willa „Chałupka” (1898) przy ul. Batorego, według projektu Oskara Sosnowskiego.
- Willa „Janina” (1909–11) przy skrzyżowaniu ulic Leśnej i Słonecznej.
- Dworek „Zagroda” (1905) przy ul. Grodziskiej. Dawniej mieszkał tu pisarz Zygmunt Bartkiewicz. Obecnie siedziba Towarzystwa Przyjaciół Brwinowa.
- Dom rodziny Wernerów (1914) przy ul. Słonecznej. Znajduje się tu tablica upamiętniająca ukrycie radu przez prof. Wacława Wernera w czasie okupacji hitlerowskiej.
- Dom „Pod Wiatrakiem” (1912) przy ul. Żwirowej, według projektu Oskara Sosnowskiego.
- Pałacyk rodziny Tobołków (1927) przy wejściu do parku miejskiego. W latach 1939–1944 w domu tym mieściła się siedziba Gestapo.
- Dom „Amerykanka” (1925) przy Rynku, obecnie mieszczą się w nim sklepy.
- Zespół pałacowy rodziny Wierusz-Kowalskich (1909) przy ul. Dworskiej, obok parku miejskiego, według projektu Stanisława Grochowicza[17].
- Budynek apteki (1911) przy ul. Grodziskiej.

Na cmentarzu w Brwinowie znajdują się m.in. groby Anny i Jarosława Iwaszkiewiczów, aktora Wacława Kowalskiego, archeologa-egiptologa Kazimierza Michałowskiego oraz historyka Jaremy Maciszewskiego.

## Religia
Do zabytków sakralnych należy kaplica na brwinowskim cmentarzu z połowy XIX wieku.
W Brwinowie ma siedzibę parafia św. Floriana. Przy rynku położony jest kościół parafialny św. Floriana, którego budowa rozpoczęła się w 1927, a który został konsekrowany 13 czerwca 1967 przez prymasa Stefana Wyszyńskiego. Powstał on na miejscu poprzedniego, drewnianego. Pierwsze wzmianki o parafii św. Floriana pochodzą z 1423 roku. Od 1993 Brwinów jest siedzibą dekanatu brwinowskiego. Na terenie parafii znajduje się klasztor sióstr klarysek-kapucynek.

## Gminy partnerskie
- Torre Cajetani (od 2003 r.)[21]
- Trzebiatów (od 2008 r.)[22]

## Osoby związane z Brwinowem
- Henryk Baranowski – reżyser teatralny, scenarzysta i aktor
- Zygmunt Bartkiewicz – polski pisarz, dziennikarz i felietonista
- Leszek Bugajski – krytyk literacki, redaktor „Twórczości” i działu kulturalnego w „Newsweeku”
- Tomasz Burek – historyk i badacz literatury współczesnej
- Leszek Engelking – poeta, nowelista, krytyk literacki, tłumacz (m.in. Vladimira Nabokova)
- Bolesław Hryniewiecki – przyrodnik, rektor Uniwersytetu Warszawskiego w latach 1926–1927
- Jerzy Hryniewiecki – architekt
- Anna Iwaszkiewicz – żona Jarosława Iwaszkiewicza, polska pisarka i tłumaczka.Willa Anny i Jarosława Iwaszkiewiczów „Stawisko”

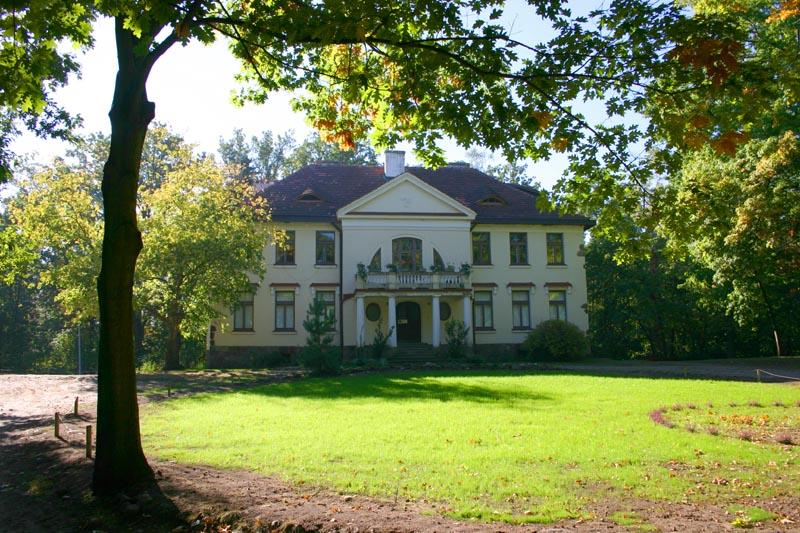
Willa Anny i Jarosława Iwaszkiewiczów „Stawisko”

- Jarosław Iwaszkiewicz – polski prozaik, poeta i eseista. Poseł na Sejm PRL w latach 1952–1980. Czterokrotnie nominowany do Nagrody Nobla w dziedzinie literatury (1957, 1963, 1965, 1966)[23][24]. Patron szkoły nr 2 w Brwinowie
- Michał Kamieński – astronom
- Stefan Kiedrzyński – polski dramaturg i powieściopisarz
- Stanisław Kowalewski – polski prozaik, autor utworów dla młodzieży oraz sztuk scenicznych
- Wacław Kowalski – polski aktor filmowy i teatralny.
- Ignacy Kozielewski – pedagog, współtwórca harcerstwa polskiego, współautor hymnu harcerskiego
- Roman Kurkiewicz – dziennikarz i publicysta
- Anna Lisowska-Niepokólczycka – pisarka, autorka słuchowisk
- Franciszek Łyp – polski podróżnik
- Paweł Milcarek – publicysta, dyrektor II Programu Polskiego Radia w latach 2008–2009
- Wacław Niepokólczycki – tłumacz
- Radosław Pazura – polski aktor
- Franciszka Stefania Pittet – żona profesora Józefa Kallenbacha[25]
- Marian Pokropek – polski etnograf
- Henryk Waniek – artysta malarz
- Stanisław Werner – fizyk, Honorowy Obywatel Gminy Brwinów
- Wacław Werner – fizyk, wykładowca Politechniki Warszawskiej

Od 2006 roku w Brwinowie przechowywane jest archiwum literackie pisarza, dziennikarza i reportera Lucjana Wolanowskiego (1920–2006).